# Ненашева, Виктория Алексеевна
Викто́рия Алексе́евна Нена́шева (род. 28 июня 1970) — российская легкоатлетка, специалистка по бегу на средние и длинные дистанции, легкоатлетическому кроссу. Выступала на профессиональном уровне в 1992—2007 годах, двукратная победительница Кубка Европы, двукратная чемпионка России в беге на 5000 метров, участница чемпионатов мира 1993 года в Штутгарте и 1995 года в Гётеборге. Представляла Санкт-Петербург и физкультурно-спортивное общество «Динамо». Мастер спорта России международного класса.

## Биография
Виктория Ненашева родилась 28 июня 1970 года. Занималась лёгкой атлетикой в Санкт-Петербурге, проходила подготовку под руководством заслуженных тренеров РСФСР Сергея Васильевича Харитонова и Владимира Александровича Беленицкого. Выступала за всероссийское физкультурно-спортивное общество «Динамо».
Впервые заявила о себе в сезоне 1992 года, когда стала четвёртой в беге на 3000 метров на Мемориале братьев Знаменских в Москве и седьмой в беге на 10 000 метров на чемпионате России в Москве.
В 1993 году выиграла бронзовую медаль на чемпионате России по бегу на 10 000 метров в Москве, одержала победу на Кубке Европы в Риме. Благодаря череде удачных выступлений удостоилась права защищать честь страны на чемпионате мира в Штутгарте — на предварительном квалификационном этапе дисциплины 10 000 метров установила свой личный рекорд (33:23.19), но этого оказалось недостаточно для выхода в финальную стадию соревнований.
Начиная с 1994 года активно участвовала в различных коммерческих стартах в Европе и США.
В 1995 году заняла 90-е место на чемпионате мира по кроссу в Дареме, в беге на 5000 метров победила на Мемориале братьев Знаменских в Москве и на разыгрывавшемся здесь чемпионате России, была лучшей на Кубке Европы в Лилле, тогда как на чемпионате мира в Гётеборге во время квалификационного забега сошла.
В 1996 году в дисциплине 5000 метров превзошла всех соперниц на чемпионате России в Санкт-Петербурге и на международном турнире DN Galan в Стокгольме. Во втором случае установила личный рекорд — 14:55.82.
На чемпионате России 1997 года в Туле взяла бронзу на 5000-метровой дистанции, показала 17-й результат на чемпионате мира по полумарафону в Кошице.
В 1998 году выступила на чемпионате мира по экидену в Манаусе, вместе с соотечественницами стала шестой.
Впоследствии больше стартовала на небольших шоссейных соревнованиях, дважды принимала участие в марафоне «Белые ночи» в Санкт-Петербурге. Завершила спортивную карьеру по окончании сезона 2007 года.
За выдающиеся спортивные достижения удостоена почётного звания «Мастер спорта России международного класса».
Окончила НГУ им. П. Ф. Лесгафта. Работала персональным тренером в Санкт-Петербурге.